# Hector Chicken
Ne doit pas être confondu avec Hector Poullet.
 (janvier 2018).
Si vous disposez d'ouvrages ou d'articles de référence ou si vous connaissez des sites web de qualité traitant du thème abordé ici, merci de compléter l'article en donnant les références utiles à sa vérifiabilité et en les liant à la section « Notes et références ».
Hector Chicken est une chaîne belge de restauration rapide, fondée en 1994 par Lucien Nataf, qui propose, en libre service, des recettes à base de poulet, rôti à la broche ou pané.

## Produits
Au menu, Hector Chicken propose des spécialités à base de poulet rôti et pané, comme des morceaux de poulet accompagnés de différentes sauces maison (provençale, curry, chili ou sauce champignons), des burgers, des tortillas accompagnées de frites, de croquettes ou de riz.
Comme desserts, la firme propose des produits faits maison[réf. nécessaire], tels que des mousses au chocolat et des tiramisus, ainsi que des parts de gâteau et des salade de fruits.

## HectorChickendans le monde
À l'heure actuelle, Hector Chicken a étendu son réseau de restaurants en Belgique avec 7 restaurants en propre,
5 à Bruxelles, 1 à Anvers et 1 à Liège.[Quand ?]

## Halal ou kasher?
En 2010, Hector Chicken affirmait que sa volaille était halal, mais était en réalité kasher, « dans une optique d'ouverture à tous », selon Soraya Ghali, journaliste au Vif.